# Matjaž Florjančič
Matjaž Florjančič, slovenski nogometaš, * 18. oktober 1967, Kranj.
Florjančič je kariero začel pri hrvaški Rijeki, v preostanku kariere pa je igral za italijanske nižjeligaške klube, najdlje za Cremonese.
Za slovensko reprezentanco je med letoma 1992 in 1999 odigral dvajset uradnih tekem in dosegel en gol. Edini gol je dosegel leta 1996 na prijateljski tekmi proti islandski reprezentanci.